# Тайская кухня

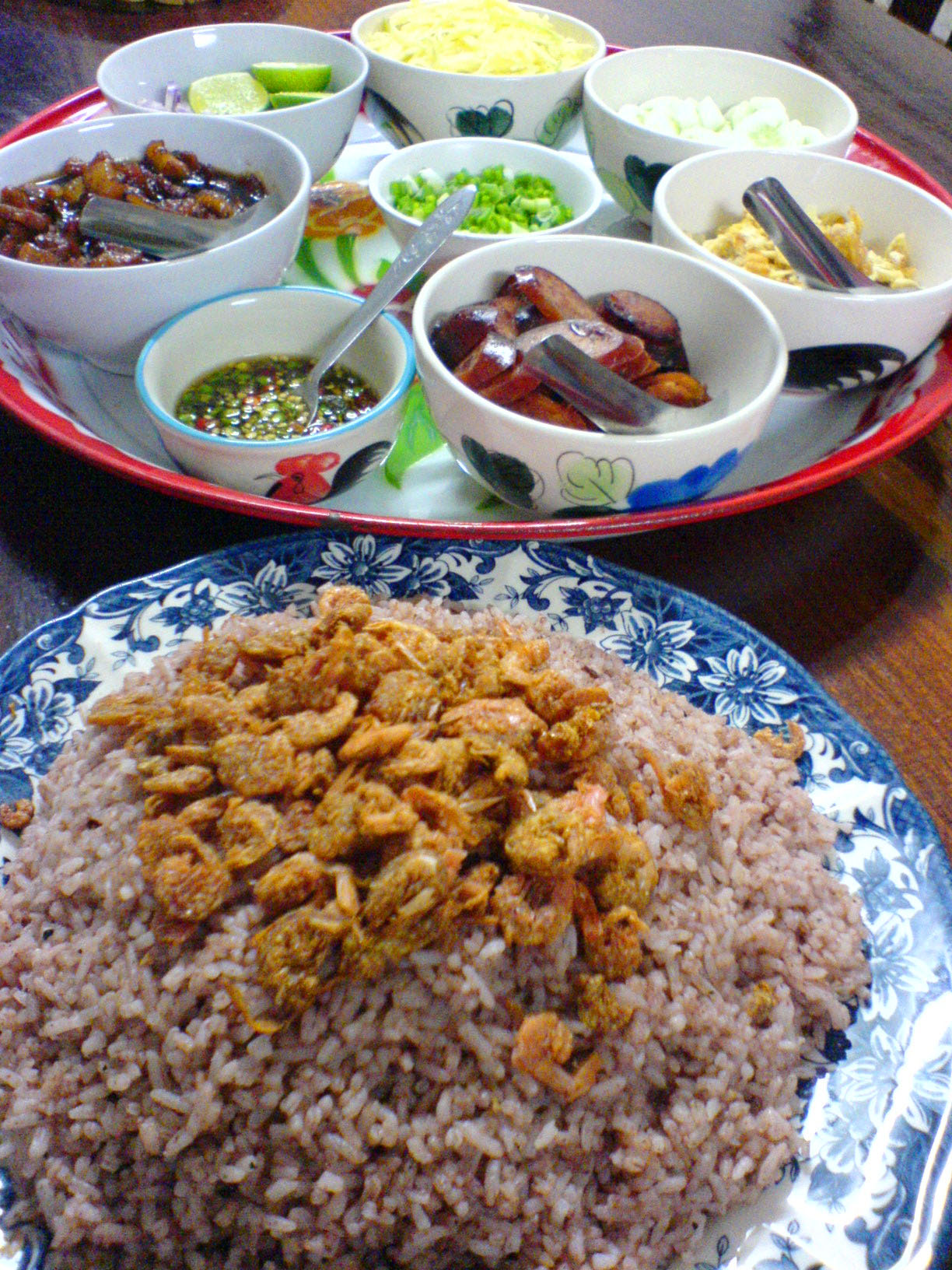
Жареный рис с сушёными креветками. В качестве дополнительных блюд: лайм, манго, жареные яйца, красный лук, огурец, сладкая жареная свинина

Тайская кухня (тайск. อาหารไทย) — национальная кухня Таиланда, развивавшаяся на протяжении веков под влиянием китайской, индийской и европейской кухонь.

## История
Изначально в пищу употреблялась в основном рыба, морепродукты и водные растения. Китайская и японская кухни принесли перемены в культуру питания Таиланда, с XVII века большое влияние оказала кухня Европы. Перец чили был ввезён в Таиланд португальскими миссионерами.

## Культура питания

### Обзор
Подобно другим азиатским кухням, основным компонентом является рис. Слово «есть/кушать» переводится с тайского языка буквально как «есть рис» (кин кхау, กินข้าว, [kin-kʰâːo]), независимо от поданного блюда. Особо популярен довольно дорогой сорт риса жасминовый рис родом из Исана. В северной и восточной частях Таиланда популярен клейкий рис (кхау ниеу, ข้าวเหนียว), который содержит необычный уровень крахмала. Клейкий рис приготовляется на пару в контейнере из бамбука, а не в воде, как обычный рис. Этот сорт риса является ежедневным продуктом питания в Лаосе и Северной и Северо-восточной тайской кухне, на которую большое влияние имеет культура Лаоса.

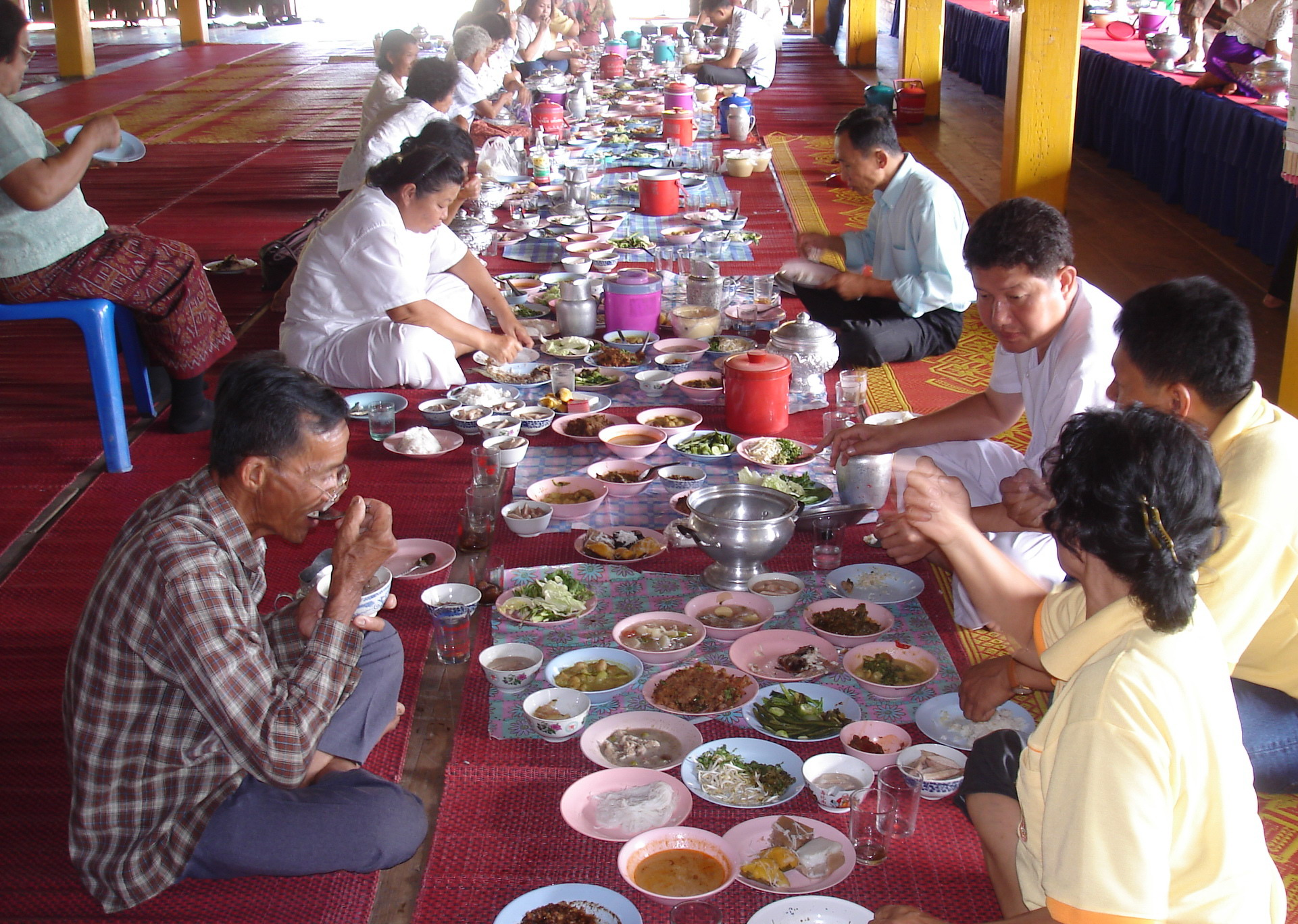
Завтрак в буддийском храме

В отличие от европейских кухонь, где единственное главное блюдо дополняется гарниром и салатами, главным блюдом в тайской кухне является большая порция риса, к которому подаются несколько дополнительных блюд, при этом следя за балансом острых и умеренно острых блюд. Обычно к рису подают карри или острый салат с соусом из рыбы и овощей.
Лапша куай тиеу (тайск. ก๋วยเตี๋ยว) тоже весьма популярна, но идёт обычно в качестве основного блюда или в качестве ингредиента для супов.
Основой большинства блюд тайской кухни является острая смесь нам пхрик (тайск. น้ำพริก) из чеснока, перца-чили и разнообразных трав. Все компоненты перетираются в ступке до пастообразного состояния, и вместе с растительным маслом попадают в вок, в котором затем поочередно обжаривают остальные компоненты (мясо, рыба, овощи, лапша).

### Традиции
Потребляли пищу обычно руками, без помощи столовых приборов, это и по сей день распространено на некоторых территориях. В начале XIX века после поездок в Европу король Монгкут привнёс в культуру питания использование столовых принадлежностей ложки и вилки. Вилка использовалась только для того чтобы переложить еду в ложку, с помощью которой собственно и едят. Приближать вилку с едой (исключением являются небольшие вилочки для фруктов) ко рту считается неприличным.
Палочки для еды не являются типичными для тайской кухни и подаются только в китайских ресторанах или к блюдам из лапши. Супы с лапшой едят при помощи ложки в левой руке для бульона и палочками в правой руке для лапши, мяса, рыбы и овощей.
Уличная еда в Таиланде очень разнообразна и представлена как блюдами быстрого питания, которые готовят прямо перед покупателем (жареное мясо, карри), так и готовыми кушаньями, продающимися с прилавков на влажных рынках.

## Типичные блюда и продукты

### Продукты
- Рис (ข้าว, [kʰ âːo]), наиболее распространены жасминовый (ข้าวหอมมะลิ — [kʰ âːo-hɔ̌ːm-malí ʔ]) в центральном и южном регионах Таиланда и клейкий рис (ข้าวเหนียว — [kʰ âːo-nǐo]) на севере, северо-востоке. Помимо них существует огромное количество сортов риса

- Лапша

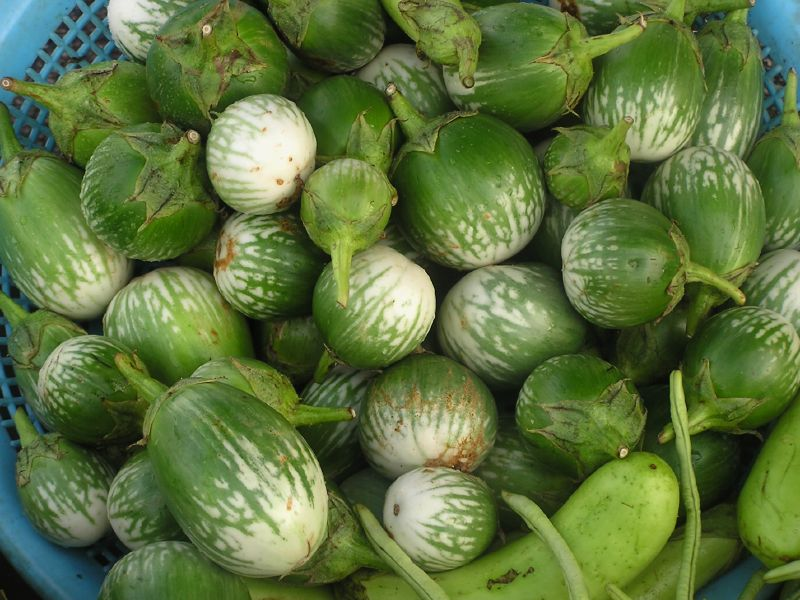
Тайские баклажаны

  - Куай тиеу, рисовая лапша (ก๋วยเตี๋ยว, [kǔai-tǐo]) — употребляется в супах или в жареном виде (Phat Thai)
  - Бами (บะหมี่ — [bà-mìː]) — желтоватого цвета, из пшеничной муки, иногда с добавлением яйца
  - Кханом Тьин (ขนมจีน, [kʰanǒm-ʤiːn]) — рисовая лапша, типичная для блюд Южного Таиланда; чаще всего к ней подаётся соус карри (ขนมจีน น้ำยา, [kʰanǒm-ʤiːn-náːm-jaː], рисовая лапша с соусом из трав)
  - Вун Сен (วุ้นเส้น — [wún-sên]) — прозрачная лапша из муки бобов мунг; используется при приготовлении супов или как салат Йам Вун Сен (ยำวุ้นเส้น, [jam-wún-sên])
- Тайские баклажаны[источник не указан 811 дней]
- Ча-ом (ชะอม) — побеги акации вида Acacia pennata, употребляемые в супах, карри и омлетах

Приправы и зелень:

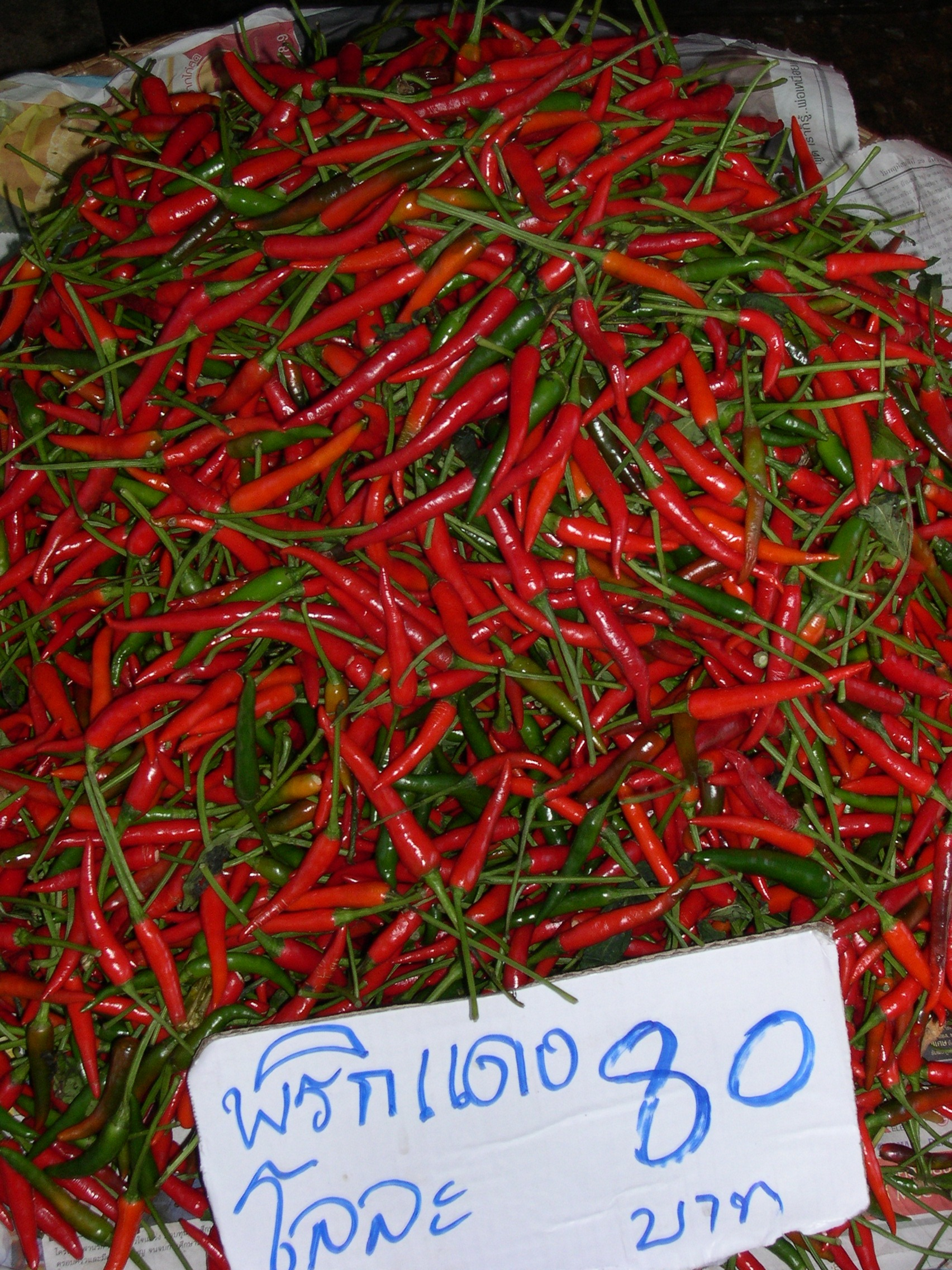
Чили

- Различные сорта свежих и высушенных перцев чили
- Имбирь (ขิง, [kʰ ǐŋ])
- Корень галанги (ข่า, [kʰâː])
- Китайский имбирь[источник не указан 811 дней] (กระชาย, [krà-ʧai])
- Челнобородник лимонный (ตะไคร้, [tàkʰrai])
- Чеснок (กระเทียม, [kràtʰiam])
- Кориандр (ผักชี, [pʰàk-ʧiː])
- Укроп (ผักชีอีสาน, phak chi isaan) — прежде всего в блюдах северо-восточной кухни
- Базилик (horapa): похожий на европейский «сладкий» (ใบโหระพา, [bai-hǒrápaː], Базилик душистый), «лимонный» (ใบแมงลัก, [bai-mæŋ-lák], Ocimum × citriodorum) и «индийский» (ใบกะเพรา, [bai-kà-pʰrao], Базилик священный)
- Листья каффир-лайма (ใบมะกรูด, [bai-má-krùt]) — придают блюду цитрусовый вкус, но не делают его кислым
- Рыбный соус (น้ำปลา, [nám-plaː]) из анчоусов, воды и соли; является основой большинства блюд
- Тамаринд (มะขาม, [má-kʰǎːm])
- Кинза

### Блюда
Завтрак:
- Тьок (โจ๊ก) — рисовая каша
- Кхау Том (ข้าวต้ม) — рисовый суп с кусочками свинины, курицы или креветками

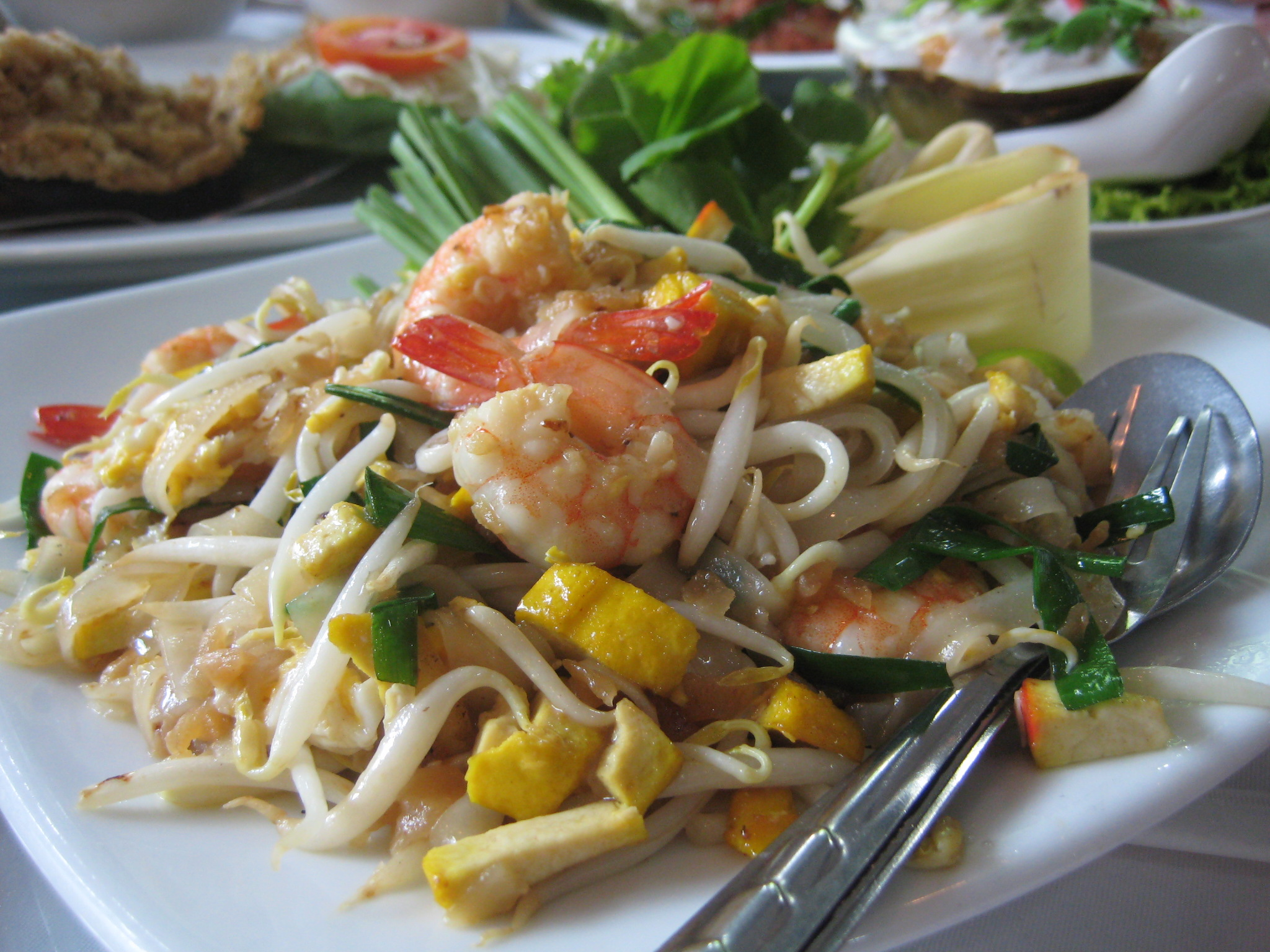
Pad Thai

Блюда в индивидуальной подаче[прояснить]:
- Том ям (tom yam ต้มยำ) — кисло-острый суп на основе куриного бульона с креветками, курицей, рыбой или другими морепродуктами
- Том Ка Кай (tom kha kai) — острый суп на кокосовом молоке с курицей, грибами, помидорами, галанганом или имбирем, лемонграссом, дословно Том=варёный Ка=галанган Кай=курица
- Том Ка Кунг (tom kha kung) — острый суп на кокосовом молоке с креветками, грибами, помидорами, галанганом или имбирем, лемонграссом
- Кау Пад (ข้าวผัด) — жареный рис с курицей, кусочками говядины, свинины, креветками, крабами, кокосом, ананасом
- Пад-тай (ผัดไทย) — жареная рисовая лапша с рыбным соусом, сахаром, соком лайма, тамариндом, измельчённым арахисом, яйцом. Подают вместе с курицей, морепродуктами, тофу
- Рат На (ราดหน้า) — широкая рисовая лапша в подливе, со свининой, говядиной, курицей, морепродуктами
- Кхау Пхат Нэм (ข้าวผัดแหนม) — жареный рис с ферментированной колбасой
- Пад СиЮ (ผัดซีอิ๊ว) — жареная лапша с густым соевым соусом see ew dum и рыбным соусом, со свининой или курицей
- Пхат Кхи Мау (Thai: ผัดขี้เมา) — жареная лапша с тайским базиликом
- Кхау Кхлук Капи (ข้าวคลุกกะปิ) — жареный рис с пастой из креветок, со свининой и овощами
- Кханом Тьин Нам Йа (ขนมจีนน้ำยา) — круглая рисовая лапша с различными карри и свежими овощами
- Кхау Сои (ข้าวซอย) — хрустящая жареная лапша со сладким куриным карри
- Кхау Пхат Кай (ข้าวผัดไก่) — жареный рис с курицей
- Кай Пхат Ка-пхрау (ไก่ผัดกะเพรา) — кусочки курицы с чесноком, чили и базиликом
- Кай Пхат Мет Ма-муанг Химапхан (ไก่ผัดเม็ดมะม่วงหิมพานต์) — кусочки курицы с орехами кешью и чили
- Ху Лае Тау (อึและถั่ว) - рис с фасолью и с соусом карри